# Fuentes de San Pedro de Rates
Las Fuentes de San Pedro de Rates son dos fuentes situadas en las freguesias de Balasar y Rates, en el municipio de Póvoa de Varzim, Portugal. Popularmente, se les atribuyen propiedades "milagrosas", ya que se supone que San Pedro de Rates habría bebido agua allí.

## Fuente de Balasar
A comienzos del siglo XVIII, el Padre Carvalho da Costa habla de una fuente en un lugar de la freguesia de Balasar: En la Aldeia do Casal está la fuente en que San Pedro de Rates estaba de rodillas, bebiendo, cuando los tiranos venían detrás de él, de Braga, para matarlo, y gracias a Dios que no lo vieron, estando bien patente a la vista. Dicen que los dos huecos que tiene son de sus santas rodillas. Vienen a esta fuente muchos enfermos que, al beber de ella, vuelven libres de sus achaques.

## Fuente de Rates
En la fuente de Rates existía una piedra perforada que, según la creencia popular, tiene efectos curativos en casos de esterilidad.
- Datos: Q937549